# Ribeaucourt (Somme)
Pour les articles homonymes, voir Ribeaucourt.

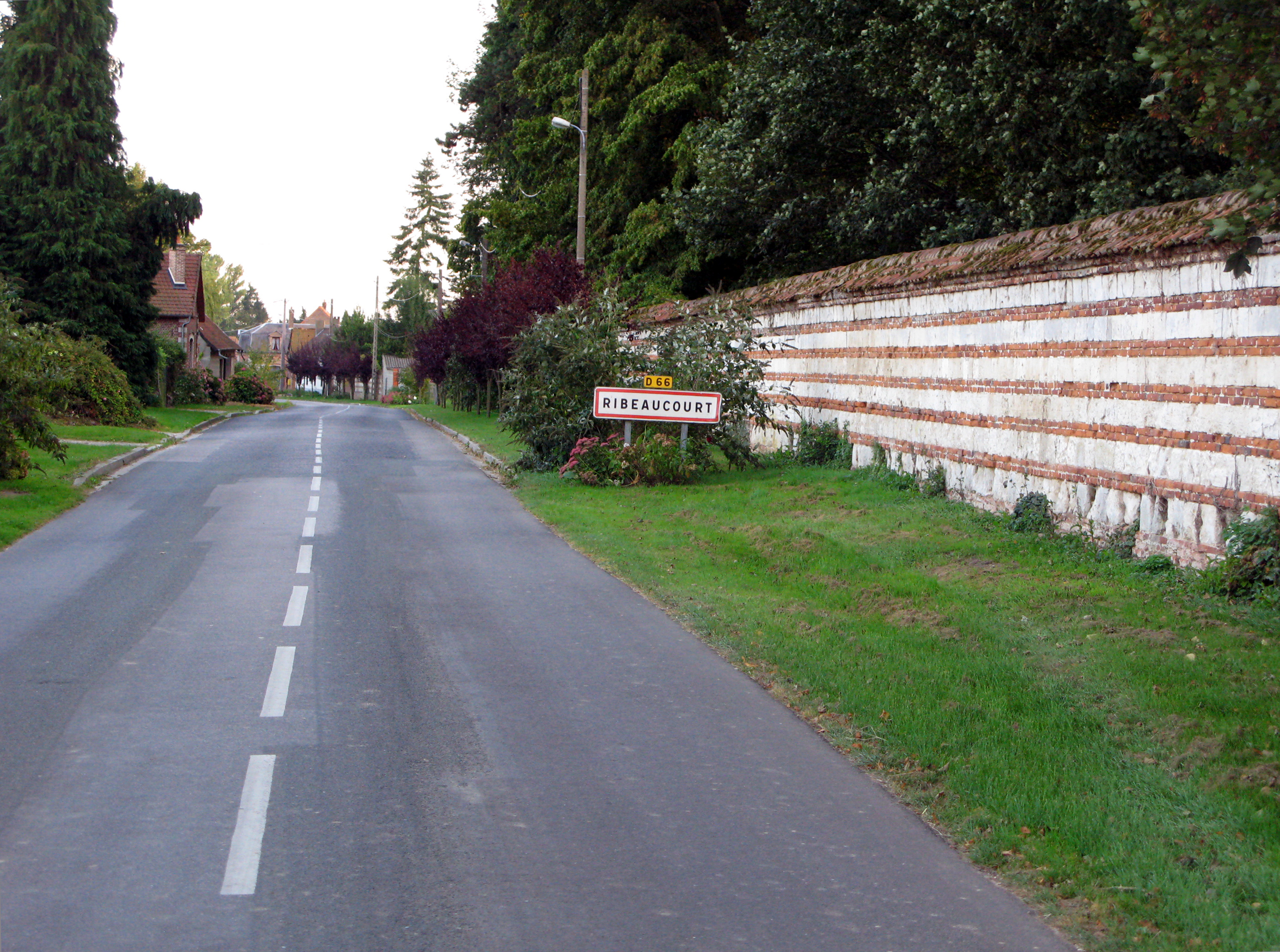
Un mur de brique et de pierre (propriété du château) longe la route à l'entrée du village.

Ribeaucourt est une commune française située dans le département de la Somme, en région Hauts-de-France.

## Géographie

### Localisation
Ribeaucourt est un village picard du Ponthieu.
Limitrophe de Domart-en-Ponthieu et Bernaville, la commune est située à 10 km au nord-est d'Ailly-le-Haut-Clocher, 17 km au sud de Doullens, 20 km à l'est d'Abbeville et à 28 km au nord-ouest d'Amiens à vol d'oiseau.
Le territoire de la commune est limitrophe de ceux de sept communes.
Les communes limitrophes sont Beaumetz, Bernaville, Domart-en-Ponthieu, Domesmont, Franqueville, Fransu et Lanches-Saint-Hilaire.

### Hydrographie

#### Réseau hydrographique
La commune est située dans le bassin Artois-Picardie. Elle est drainée par le Domart.
Le ¥Domart, d'une longueur de 11 km, prend sa source dans la commune de Domesmont et se jette  dans la Nièvre à Berteaucourt-les-Dames, après avoir traversé six communes.

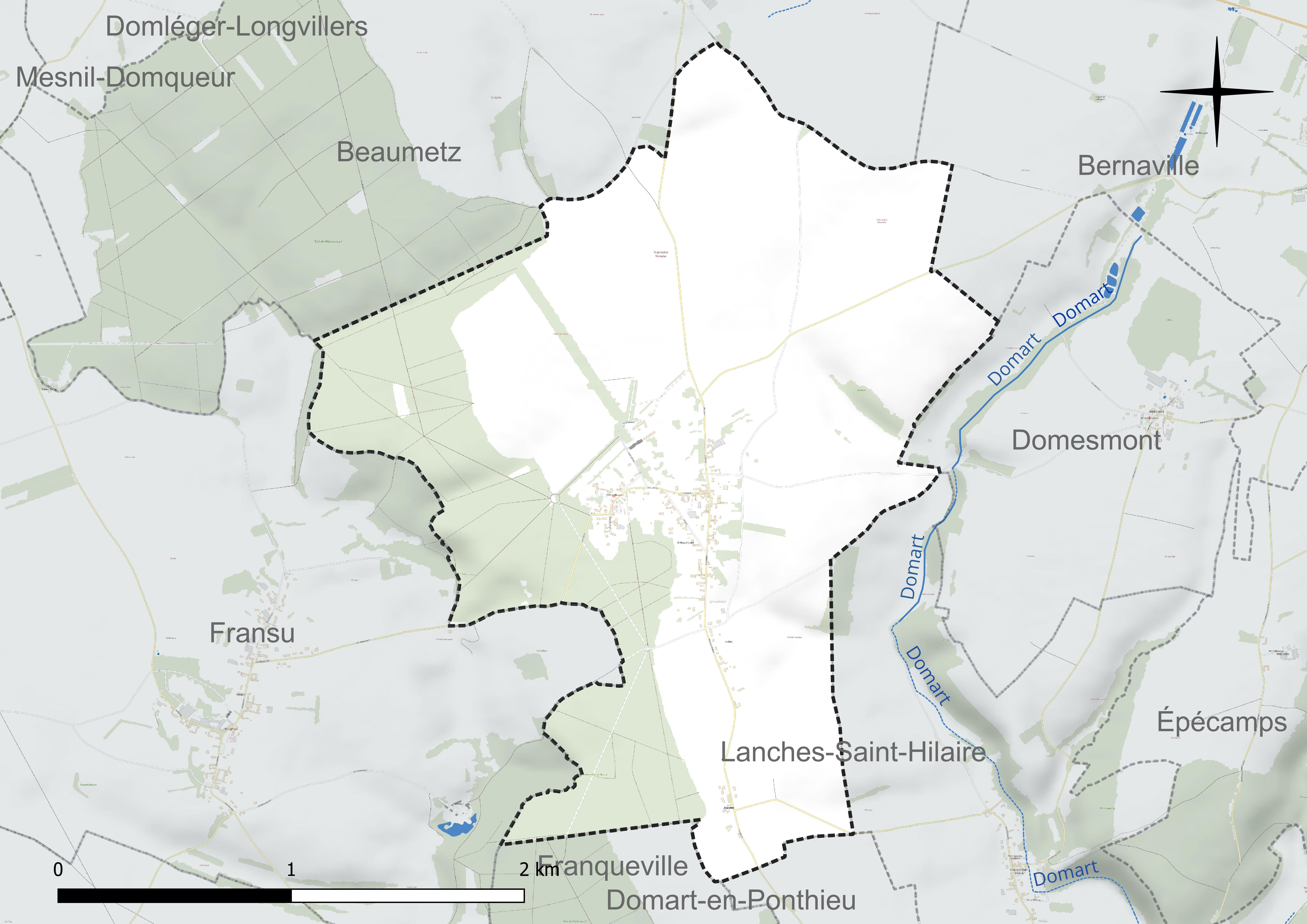
Réseau hydrographique de Ribeaucourt.

#### Gestion et qualité des eaux
Le territoire communal est couvert par le schéma d'aménagement et de gestion des eaux (SAGE) « Somme aval et Cours d'eau côtiers ». Ce document de planification concerne un territoire de 1 835 km2 de superficie, délimité par le bassin versant de la Somme canalisée. Le périmètre a été arrêté le 29 avril 2010 et le SAGE proprement dit a été approuvé le 6 août 2019. La structure porteuse de l'élaboration et de la mise en œuvre est le syndicat mixte d'aménagement hydraulique du bassin versant de la Somme (AMEVA).
La qualité des cours d'eau peut être consultée sur un site dédié géré par les agences de l'eau et l'Agence française pour la biodiversité.

### Climat
Pour des articles plus généraux, voir Climat des Hauts-de-France et Climat de la Somme.
En 2010, le climat de la commune est de type climat océanique dégradé des plaines du Centre et du Nord, selon une étude du CNRS s'appuyant sur une série de données couvrant la période 1971-2000. En 2020, Météo-France publie une typologie des climats de la France métropolitaine dans laquelle la commune est exposée à un climat océanique et est dans la région climatique Côtes de la Manche orientale, caractérisée par un faible ensoleillement (1 550 h/an) ; forte humidité de l'air (plus de 20 h/jour avec humidité relative > 80 % en hiver), vents forts fréquents.
Pour la période 1971-2000, la température annuelle moyenne est de 9,9 °C, avec une amplitude thermique annuelle de 14,4 °C. Le cumul annuel moyen de précipitations est de 865 mm, avec 12,7 jours de précipitations en janvier et 9,2 jours en juillet. Pour la période 1991-2020, la température moyenne annuelle observée sur la station météorologique la plus proche, située sur la commune de Bernaville à 4 km à vol d'oiseau, est de 10,4 °C et le cumul annuel moyen de précipitations est de 877,3 mm,. Pour l'avenir, les paramètres climatiques de la commune estimés pour 2050 selon différents scénarios d'émission de gaz à effet de serre sont consultables sur un site dédié publié par Météo-France en novembre 2022.
| Mois                                  | jan.           | fév.             | mars           | avril           | mai             | juin           | jui.           | août          | sep.          | oct.          | nov.          | déc.          | année      |
| ------------------------------------- | -------------- | ---------------- | -------------- | --------------- | --------------- | -------------- | -------------- | ------------- | ------------- | ------------- | ------------- | ------------- | ---------- |
| Température minimale moyenne (°C)     | 1,3            | 1,4              | 3,3            | 4,9             | 8,1             | 10,8           | 12,7           | 13            | 10,6          | 7,9           | 4,5           | 1,9           | 6,7        |
| Température moyenne (°C)              | 3,7            | 4,1              | 6,8            | 9,4             | 12,6            | 15,4           | 17,6           | 17,8          | 14,9          | 11,2          | 7,1           | 4,2           | 10,4       |
| Température maximale moyenne (°C)     | 6              | 6,9              | 10,3           | 13,9            | 17,1            | 20             | 22,4           | 22,6          | 19,3          | 14,6          | 9,7           | 6,4           | 14,1       |
| Record de froid (°C) date du record   | −13,2 16.01.13 | −13,5 07.02.1991 | −11,3 04.03.05 | −4,1 02.04.1996 | −0,7 07.05.1997 | 1,4 05.06.1991 | 5,2 04.07.1990 | 5 08.08.1990  | 2 24.09.03    | −4,5 24.10.03 | −8 23.11.1998 | −13 18.12.10  | −13,5 1991 |
| Record de chaleur (°C) date du record | 15 09.01.15    | 17,6 26.02.19    | 22,6 31.03.21  | 24,9 28.04.07   | 28,7 13.05.1998 | 33,9 27.06.11  | 40,8 25.07.19  | 37,2 10.08.03 | 32,1 09.09.23 | 28,9 01.10.11 | 19,5 07.11.15 | 15,7 07.12.00 | 40,8 2019  |
| Précipitations (mm)                   | 72,9           | 63,6             | 66,6           | 53,8            | 64,5            | 61,2           | 72,9           | 79            | 66            | 82,5          | 91,8          | 102,5         | 877,3      |

## Urbanisme

### Typologie
Au 1er janvier 2024, Ribeaucourt est catégorisée commune rurale à habitat dispersé, selon la nouvelle grille communale de densité à sept niveaux définie par l'Insee en 2022.
Elle est située hors unité urbaine. Par ailleurs la commune fait partie de l'aire d'attraction d'Amiens, dont elle est une commune de la couronne,. Cette aire, qui regroupe 369 communes, est catégorisée dans les aires de 200 000 à moins de 700 000 habitants,.

### Occupation des sols
L'occupation des sols de la commune, telle qu'elle ressort de la base de données européenne d'occupation biophysique des sols Corine Land Cover (CLC), est marquée par l'importance des territoires agricoles (75,2 % en 2018), une proportion identique à celle de 1990 (75,2 %). La répartition détaillée en 2018 est la suivante : 
terres arables (63,5 %), forêts (24,8 %), prairies (11,7 %). L'évolution de l'occupation des sols de la commune et de ses infrastructures peut être observée sur les différentes représentations cartographiques du territoire : la carte de Cassini (XVIIIe siècle), la carte d'état-major (1820-1866) et les cartes ou photos aériennes de l'IGN pour la période actuelle (1950 à aujourd'hui).

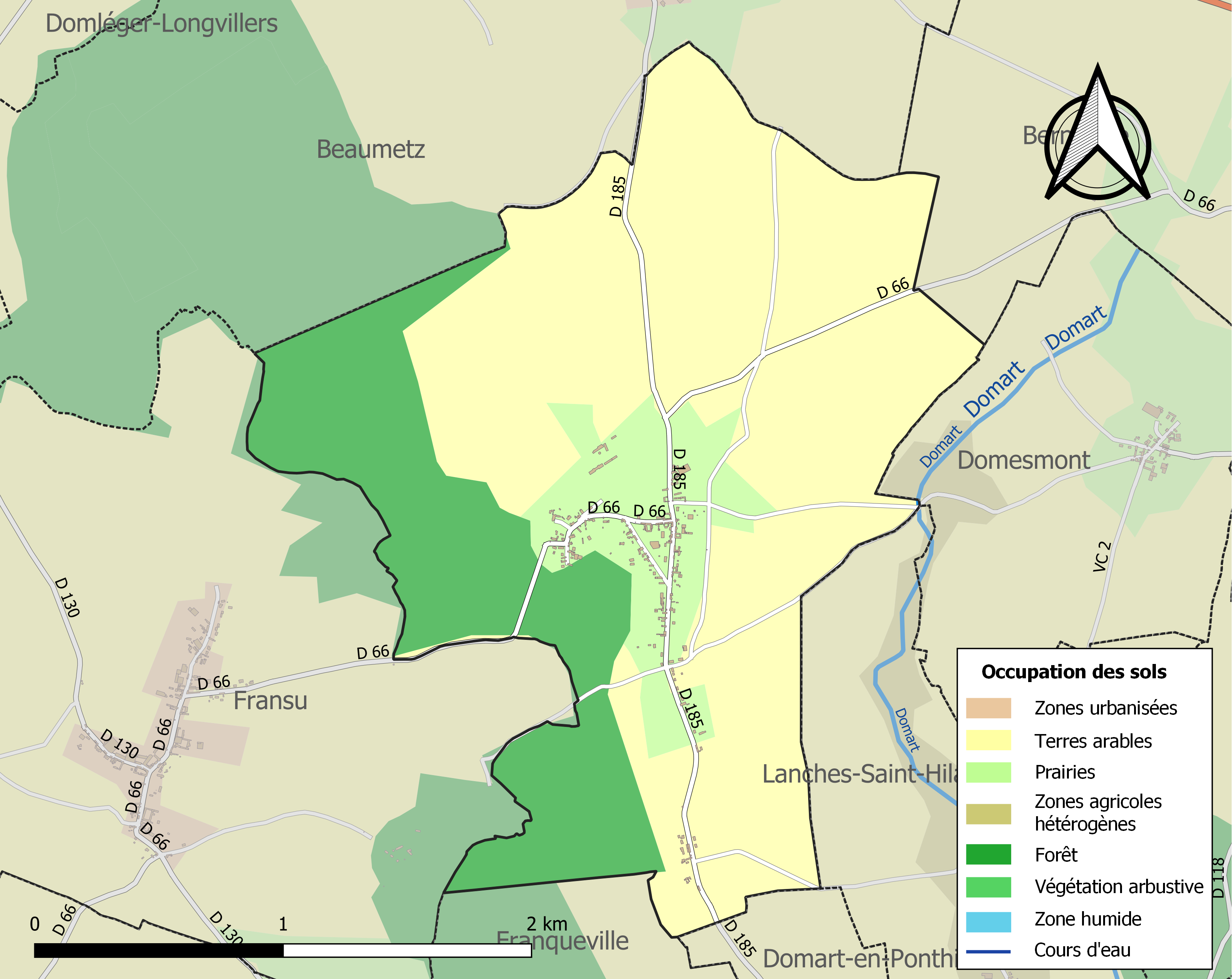
Carte des infrastructures et de l'occupation des sols de la commune en 2018 (CLC).

### Voies de communication et transports
En 2019, la localité est desservie par la ligne d'autocars no 24 (Doullens - Domart-en-Ponthieu) et la ligne no 28 (Saint-Léger - Flixecourt - Amiens) du réseau inter-urbain Trans'80, Hauts-de-France, tous les jours sauf le dimanche et les jours fériés.

## Toponymie
Le toponyme Ribeaucourt est la déformation de « Erembauldocurtis » (qui vient de « Eremboldus », chef victorieux ou habile, et de « curtis » qui désigne une maison fortifiée. Eremboldus était le prénom ou le surnom d'un des fils du comte de Ponthieu, (le septième selon la tradition de la famille de Ribeaucourt toujours existante), cité en 811 dans les chartes de l'abbaye de Saint-Riquier, et en 831 dans les chroniques d'Harinflus au sujet de l'abbaye de Saint-Riquier où ce chevalier devait être présent aux fêtes de Noël, Pâques, Pentecôte et à la Saint-Riquier. Les Ribeaucourt sont vassaux pour leur terre de Ribeaucourt de la dite abbaye. Les communes de Ribeaucourt en Meuse, de Raimbeaucourt dans le Nord et du lieu-dit Ribeaucourt à Mazinghien dans le Nord ont la même origine.

## Histoire
Seconde Guerre mondiale
Durant la Seconde Guerre mondiale, la forêt de Ribeaucourt abrita des rampes de lancement de V1, tandis que les Allemands occupèrent le château qu'ils mutilèrent. Les bombardements américains des 5 et 7 juillet 1944 causèrent de graves dégâts au village et à la forêt.

## Politique et administration
| Période                                  | Période                      | Identité           | Étiquette | Qualité |
| ---------------------------------------- | ---------------------------- | ------------------ | --------- | --- |
| Les données manquantes sont à compléter. |                              |                    |           | |
| 1928                                     |                              | Gérard de Berny    |           | Agriculteur Sénateur de la Somme (1935 → 1944) Conseiller d'arrondissement (1931 → ?) Président de l'aéro-club de Picardie Administrateur de la Coopérative agricole de Domart-en-Ponthieu Président de l'Association des anciens combattants de Ribeaucourt |
| Les données manquantes sont à compléter. |                              |                    |           | |
| mars 2001                                | 2014                         | Gilles Sené        |           | |
| 2014                                     | En cours (au 8 octobre 2020) | Philippe Bellaredj |           | Réélu pour le mandat 2020-2026 |

## Démographie
L'évolution du nombre d'habitants est connue à travers les recensements de la population effectués dans la commune depuis 1793. Pour les communes de moins de 10 000 habitants, une enquête de recensement portant sur toute la population est réalisée tous les cinq ans, les populations de référence des années intermédiaires étant quant à elles estimées par interpolation ou extrapolation. Pour la commune, le premier recensement exhaustif entrant dans le cadre du nouveau dispositif a été réalisé en 2004.

En 2022, la commune comptait 226 habitants, en évolution de −12,06 % par rapport à 2016 (Somme : −1,26 %, France hors Mayotte : +2,11 %).
| 1793 | 1800 | 1806 | 1821 | 1831 | 1836 | 1841 | 1846 | 1851 |
| ---- | ---- | ---- | ---- | ---- | ---- | ---- | ---- | ---- |
| 340  | 359  | 350  | 377  | 390  | 409  | 410  | 395  | 382  |

| 1856 | 1861 | 1866 | 1872 | 1876 | 1881 | 1886 | 1891 | 1896 |
| ---- | ---- | ---- | ---- | ---- | ---- | ---- | ---- | ---- |
| 358  | 381  | 365  | 359  | 343  | 318  | 277  | 258  | 234  |

| 1901 | 1906 | 1911 | 1921 | 1926 | 1931 | 1936 | 1946 | 1954 |
| ---- | ---- | ---- | ---- | ---- | ---- | ---- | ---- | ---- |
| 251  | 267  | 237  | 189  | 209  | 210  | 208  | 200  | 207  |

| 1962 | 1968 | 1975 | 1982 | 1990 | 1999 | 2004 | 2006 | 2009 |
| ---- | ---- | ---- | ---- | ---- | ---- | ---- | ---- | ---- |
| 206  | 206  | 208  | 178  | 209  | 185  | 170  | 170  | 216  |

| 2014 | 2019 | 2022 | - | - | - | - | - | - |
| ---- | ---- | ---- | - | - | - | - | - | - |
| 247  | 234  | 226  | - | - | - | - | - | - |

## Culture locale et patrimoine

### Lieux et monuments

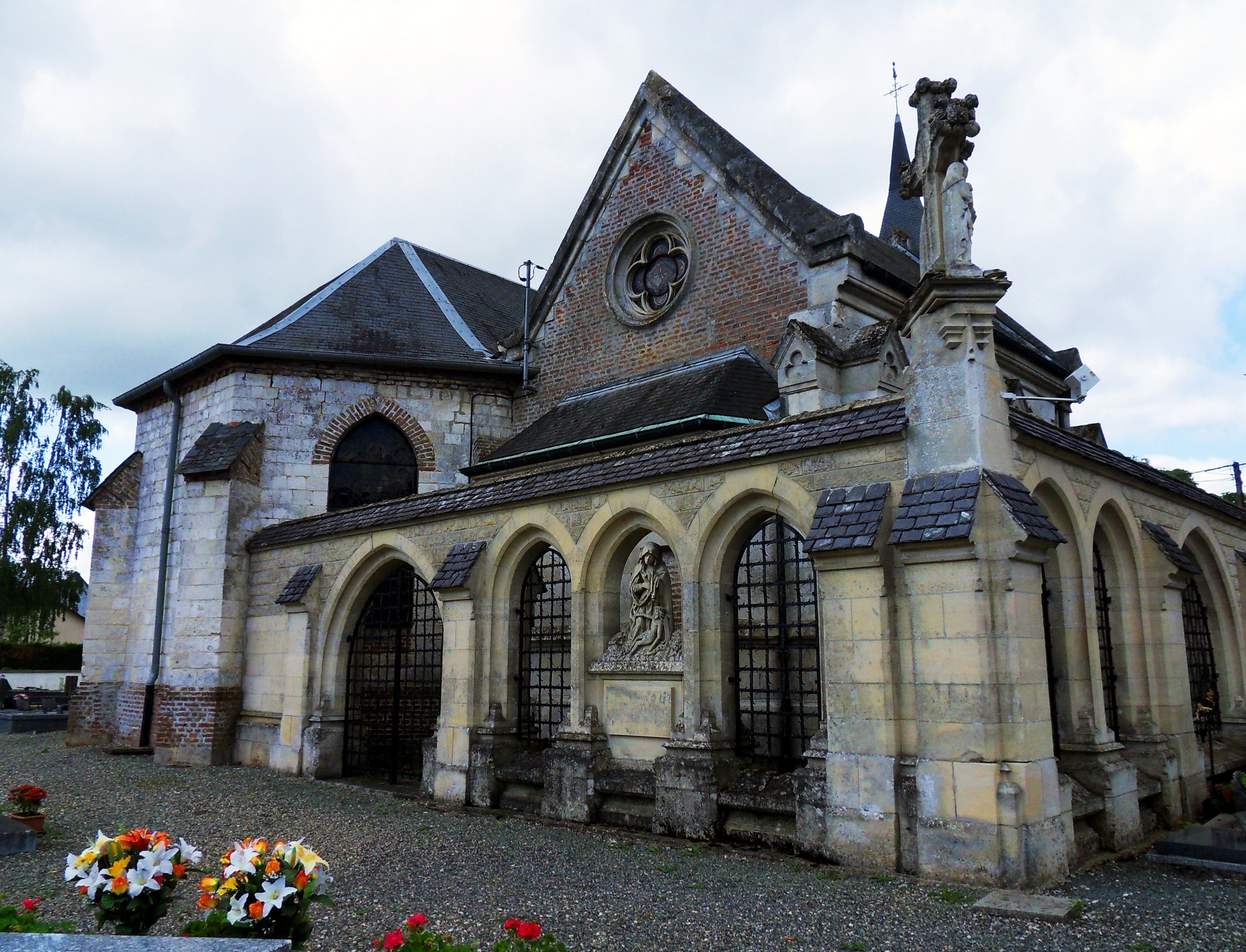
L'église saint-Sulpice.

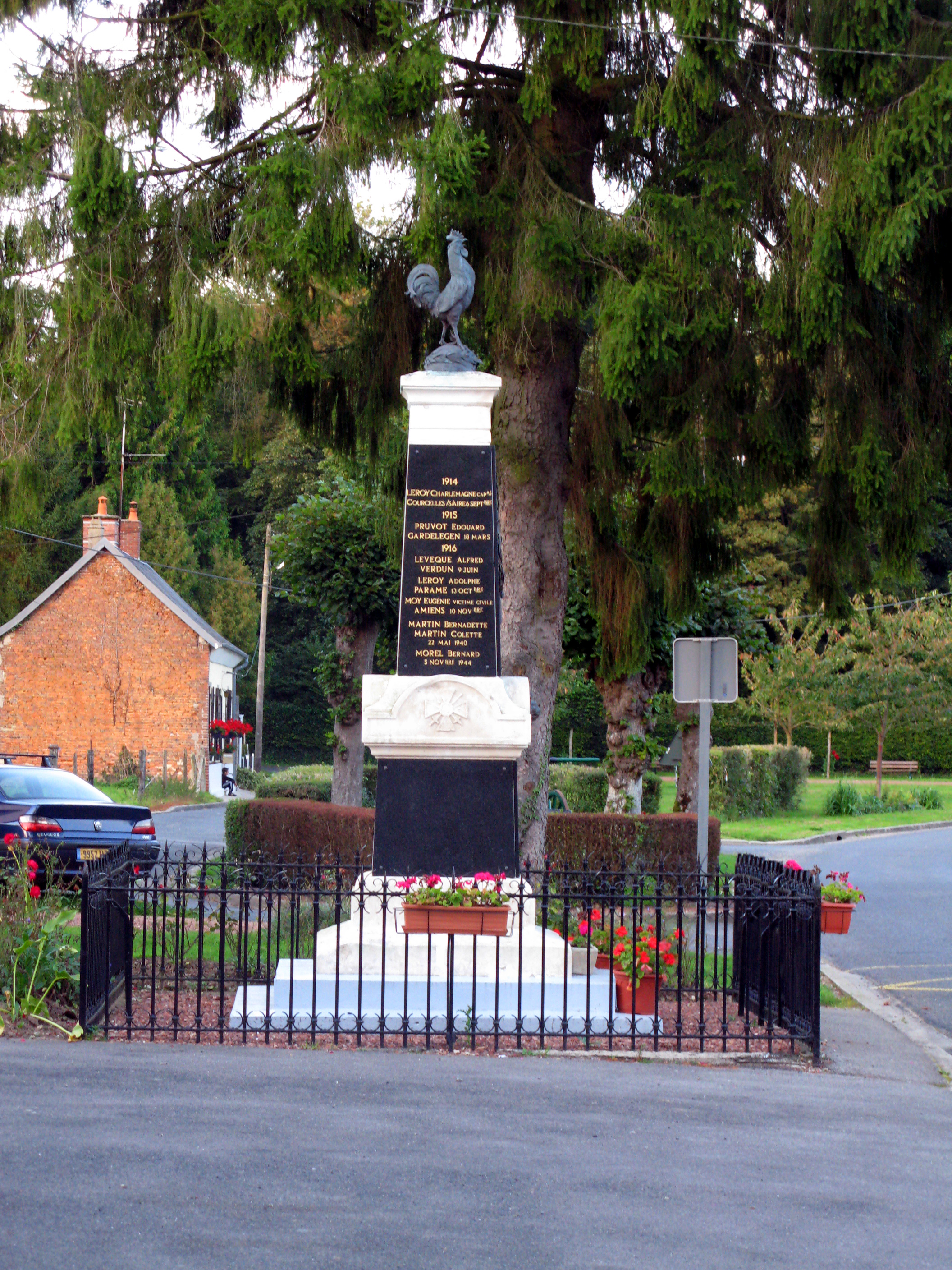
Le monument aux morts, vu depuis la mairie.

- Château (et parc) : inscrit à l'inventaire supplémentaire des monuments historiques (XVIIe, XVIIIe et XIXe siècles), il eut beaucoup à souffrir des modifications exécutées par la famille de Berny.
- Église Saint-Sulpice : elle aussi défigurée par la famille de Berny, elle abrite une statue du Christ de Pitié du XVIe siècle et une exposition pour le Saint-Sacrement, en forme de petite gloire (classées monuments historiques en 1993).
- Monument aux morts : surmonté d'un coq, il se dresse à côté de la mairie, non loin et presque en face de l'église entourée du cimetière.

### Personnalités liées à la commune
Les seigneurs de Ribeaucourt
Pairie de Domart-en-Ponthieu, la seigneurie de Ribeaucourt passe par mariage au chevalier Jean de Rosières vers 1232, qui épouse la fille de Rainier de Ribeaucourt. On ignore le devenir de la seigneurie et la succession de la famille de Rosières en dehors d'un aveu rendu par Thomas de Rosière, écuyer, résident à Domart, qui au dénombrement de la châtellenie du dit Domart, ordonné le 24 septembre 1407 par Jean de Craon, baron du lieu, qui décrit la seigneurie comme étant composée d'un manoir amasé, bois, près, terres labourables, champs, rentes, profits, revenus, en plusieurs fiefs, chenseulx et côteries tenues de lui par plusieurs personnes, et cela jusqu'à :
Françoise de (La) Rosières, dame de Ribeaucourt (ou Rambaucourt), que Saint-Allais dit fille de Walerand de Rosières et de Barbe de Licque, mariée après 1507 à Antoine de Boubers, écuyer, seigneur de Bernâtre, déjà deux fois veuf, (d'après Froissart). Le château était constitué alors d'un logis rectangulaire simple à hauts pignons qui a fait place au donjon primitif dont seules subsistent la cave en forme de croix latine et deux tours, l'une servant de chapelle (qui sera abattue au XIXe siècle et l'autre de pigeonnier, toujours existante. La seigneurie passe à leur fils : 
Jean de Boubers, écuyer, seigneur de Ribeaucourt, époux de Marie de Caulaincourt, sans postérité, la seigneurie passe à son frère Adrien ;
Adrien de Bourbers seigneur des Bouleaux et de Ribeaucourt,(frère du précédent), épouse en 1530 Marie de Brucamp, dame de Houdancourt (seigneurie intégrée à la commune de Fransu) d'où :
Jean de Boubers, seigneur de Ribeaucourt, époux de Jeanne de Sénicourt de Saisseval, (il laisse la seigneurie à leur fille Marie (et non à son fils Jean qui meurt sans postérité) :
Marie de Boubers, dame de Ribeaucourt, Barlette (aujourd'hui hameau de Ribeaucourt), et des Boulleaux, qui épousa le 30 octobre 1594 Antoine Le Fournier, écuyer, seigneur de Wargemont, de Graincourt, de Heudilimont et de Berneuil, venu de Dieppe. Marie de Boubers fit don sous réserve d'usufruit de la terre de Ribeaucourt à son fils Aymard lors de son mariage :
Aymard Le Fournier, chevalier, seigneur de Wargemont, Barlette, Heudilimont, Ribeaucourt, Graincourt, et Houdancourt, acheta vers 1628 au duc Charles Ier de Gonzague, duc de Nevers et de Mantoue la moitié de la forêt de Goyaval qui compose aujourd'hui la forêt de Ribeaucourt, marié le 11 février 1628 à Madeleine du Gard, qui lui apporte une dot de 24 000 livres et hérita de la seigneurie de Méricourt sur Somme. En raison des guerres qui ravagent la région, ils s'établissent à Méricourt en 1640. Selon Alcius Ledieu, les habitants de Ribeaucourt vinrent mettre en sûreté leurs meubles et leurs bestiaux dans la cour du château. Ceux-ci évitèrent le pillage par les troupes françaises (!) moyennant 30 grands setiers de blé. La seigneurie passe à leur fils François :
Francois Le Fournier, chevalier, seigneur de Wargemont, Barlettes, Ribeaucourt, Graincourt et Mericourt, marié le 18 août 1663 à Anne Favier. Il s'installe à Ribeaucourt en 1678 et fait transformer le corps de logis du château pour lui donner l'essentiel de son aspect actuel. La seigneurie passe à son fils François-Bernard :
François-Bernard Le Fournier, chevalier, seigneur de Wargemont, Barlettes, Ribeaucourt, Graincourt, châtelain de Bernaville, né à Méricourt, marié le 23 mai 1698 à Gabrielle Truffier, vicomtesse de L'Heure (fief de la commune de Caours), dame de Béhencourt, Wanel, Sorel et la Neville (à Caours), fille unique de Jean Truffier, écuyer, seigneur d'Aunay et de Vilers, qualifié de premier pair du comté de Ponthieu, et de Gabrielle de Saint-Soup'is. Tous deux riches héritiers, ils mènent grand train à Ribeaucourt, embellissant le château, entretenant un receveur, un chapelain, plusieurs gardes et employant un nombre important de domestiques. D'où un fils, Joseph-François qui suit, et une fille, Josephe-Françoise, mariée le 13 décembre 1722 à Henri-Louis de Lamet, écuyer, seigneur d'Hémencourt. La seigneurie passe à :
Joseph-François Le Fournier, chevalier, marquis de Wargemont, seigneur de Ribeaucourt, Beaumetz, Dreuil, Wanel, Sorel, Ville, de Wargemont, Barlettes, Graincourt, la Motte-Fevilliers, Méricourt, Augecourt, Berneuil, Lange, Floringzel et de la forêt de Goyaval, vicomte de L'Heure, châtelain de Bernaville, baron de  Domart en Ponthieu par achat de la dite baronnie, le 26 août 1741, à Nicolas de Neuville, duc de Villeroy, lieutenant général des armées, pour la somme de 225 000 livres, capitaine des gendarmes de la garde et brigadier des armées du Roi, né le 29 octobre 1704 à Ribeaucourt, tué à la bataille de Dettingen en 1743, marié le 5 mars 1733 à Gabriel-Bonne de Saint-Chamand, fille de d'Anthoine de Saint-Chamans, seigneur de Villenaux et de La Queue, maréchal de camps et armées du Roi, lieutenant des gardes du Corps de Sa Majesté, et de Marie-Louise Larcher ; d'où, Joseph-François qui suit, et une fille, Josephe-Françoise, mariée le 13 décembre 1722 à Henri-Louis de Lamet, écuyer, seigneur d'Hémencourt  , qui intenta un procès à son frère comme on le verra plus loin :
François-Louis-Gabriel Le Fournier, chevalier, marquis de Wargemont, baron de Domart en Ponthieu, seigneur de Ribeaucourt, Beaumetz, Dreuil, Wanel, Sorel, Ville, de Wargemont, Barlettes, Graincourt, la Motte-Fevilliers, Méricourt, Augecourt, Berneuil, Lange, Floringzel et de la forêt de Goyaval, vicomte de L'Heure, châtelain de Bernaville, capitaine sous lieutenant des gendarmes de la garde, maréchal de camp, chevalier de Saint-Louis, né le 24 juin 1734, décédé en avril 1773, marié en juin 1753 à Élisabeth Tabourot d'Orval, qui obtint la séparation de biens en raison de la conduite de son époux. En effet François-Louis-Gabriel dilapide sa fortune, déshérite ses enfants et sa femme au profit de sa maîtresse, vend une partie de ses biens, notamment en 1760 au comte de Verton les seigneuries de Sorel, Wanel, Dreuil et Ville et au comte d'Artois, (futur Charles X), la baronnie de Domart, la châtellenie de Bernaville, la seigneurie de Berneuil et les trois quarts de la forêt de Goyaval, pour 1 250 000 livres. Cette vente fit réagir sa sœur le marquise de Querrieux, qui,(aidée de l'abbé de Brignole, gentilhomme génois), lui intente un procès estiment qu'il lèse ses neveux. Ils obtinrent aussi la remise en adjudication de la baronnie de Domart en 1777. En décembre 1772, il laisse à ses enfants mineurs une dette qui avoisine le million de livres. D'après Dalloz l'actif de sa succession se composait de vingt-deux domaines considérables, dont seize situés dans le ressort de la coutume d'Amiens, et les autres en Ponthieu et en Normandie, et d'un mobilier de 180 000 fr. Quatre furent vendus 1 200 000 fr., le prix servit à remplir de son douaire la veuve et à acquitter les dettes de la succession, la masse héréditaire ne se trouva plus grevée que d'une rente au capital de 728 fr., constituée, en 1762, au profit des pauvres de Ribeaucourt. Les terres restantes ne furent pas partagées entre ses trois enfants ; mais la jouissance des biens fut réglée entre eux, ainsi qu'il suit, selon les articles 71 et 72 de la Coutume d'Amiens :  Le château de Ribeaucourt, avec toutes ses appartenances, fut possédé en entier par l'aîné, le produit des autres héritages, situés sous l'empire de la coutume d'Amiens, fut divisé annuellement entre ces trois enfants : l'aîné en recevait quatre cinquièmes, le dernier cinquième se partageait entre les deux puînés, dont chacun jouissait, par conséquent, du dixième du revenu total. D'où Albert-Louis-Aymar, qui suit :
Albert-Louis-Aymar Le Fournier, comte de Wargemont, seigneur de Berneuil, chevalier de Saint-Louis à 24 ans, commandeur de Saint-Lazare, fit la campagne de Corse en 1766, brigadier d'infanterie en 1770, gouverneur de Dieppe en 1771, lieutenant colonel au régiment de Soubise, maréchal de camp à 43 ans, commandant pour le Roi en Haute-Normandie, marié en 1776 à Isabelle Cogel, qui lui apporte une solide fortune mais se sépare rapidement de lui. Veuf, il épouse Hélène Savouray, et n'ayant pas d'enfant, leur contrat de mariage contient un don mutuel universel, au survivant, en toute propriété. En 1792, ces deux puînés émigrèrent,  de ce fait leurs biens sont saisis et le gouvernement jouit par indivis, avec Albert-François, des deux dixièmes qu'ils avaient recueillis dans la succession de leur père (jusqu‘au retour d‘émigration en  l‘an 10 et 11). En l'an 7, Albert-François décéda, sa veuve, saisie de toute la fortune de son mari, continua d'occuper le château, jouissant, sans trouble, des quatre cinquièmes des biens provenant de son beau-père. Le 1er jour complémentaire an 12, elle vendit au sieur Roussel ses droits dans la succession du père de son mari, ce qui comprend à la fois le château, la forêt mais aussi la presque totalité des villages de Ribeaucourt et Barlette, le reste étant en indivision. L'acte de vente mentionne que la sortie de l'indivision sera aux frais de l'acheteur. Elle décéda le 22 brumaire an XIII (cf. Dalloz).
Monsieur Roussel se porta acquéreur de la part de la succession d'Albert-François-Aymar auprès de sa veuve le 1er jour complémentaire an 12 pour la somme 72 400 liv. pour lesquels il s'engagea à constitue et assigne à la dame Savouray 8 000 liv. de rente viagère prise sur la forêt de Goyaval. Certains biens étant en division il devait régler lui-même les frais nécessaires pour en sortir (les cohéritiers Wargemont étant motivés pour), une somme de 200 000 liv. avait été réservée par lui lors de la vente. À la mort venderesse, le frère et la sœur d'Albert-Louis-Aymar demandèrent à ce qu'il sorte de l'indivision et qu'il règle comme convenu les frais. Il s'y refusa, argumentant que les demandeurs, n'étaient à ses dires qu'héritiers bénéficiaires, que lui ne tenait pas ses droits d'un des héritiers, mais du donataire universel de ces héritiers et prétendit enfin que l'action en subrogation n'était pas recevable, si la vente de droits successifs n'avait que des objets déterminés. Mais le 13 mars 1806, un arrêt confirmatif de la cour d'Amiens valida ses engagements pris auprès de la venderesse et envers les cohéritiers. Un arrangement fut convenu avec le frère et la sœur d'Albert-Louis-Aymar qui se retrouvèrent copropriétaires du château.
Albert-François Le Fournier, chevalier, comte de Wargemont, baron de Domart, châtelain de Bernaville, seigneur de Ribeaucourt, Beaumetz, Wargemont, Graincourt, Augecourt, Méricourt, Beaumetz, etc., frère d'Albert-Louis-Aymar, né à Ribeaucourt en 1754, plaida en 1777 contre les créanciers de son père, et notamment contre le comte de Verton auquel son père avait vendu les seigneuries de Sorel, Wanel, Dreuil et Ville en 1760. Il émigre en Russie en 1792, ses biens furent déclarés biens nationaux, mais on lui restitua ses biens car il rentra en France en l'an 11. Il avait épousé Isabelle-Caroline Rohart, ancienne maîtresse de du prince de Soubise, ami de son frère, qui après séparation devint la compagne du conventionnel Merlin de Douais, qu'elle épousa le 14 mai 1812 alors qu'elle était veuve. Albert-François quitta la France et s'établit à Saint-Petersbourg où il décéda sans descendance.
Bonne-Charlotte Le Fournier de Wargemont, sœur du précédent, dame de Ribeaucourt, Beaumetz, Wargemont, Graincourt, Augecourt, Méricourt, Beaumetz, etc., mariée le 26 janvier 1779 à Anne Doublet de Persan, marquis de Mons, (18 décembre 1755-18 décembre 1829), maréchal des logis chef de la maison du comte d'Artois, avec grade de colonel en 1778, (nommé chevalier de Saint-Louis au retour des Bourbon), il fut incarcéré de 1792 à 1794 au château d'Ermenonville. Bonne-Charlotte émigra en 1792, ses droits sur la succession de son père furent mis sous séquestre au profit de l'État, elle ne les retrouva qu'a son retour en l'an 10 et avoir divorcé de son époux. Ruinée par le procès intenté à monsieur Roussel, elle vend finalement en 1821 pour 630 000 francs ses terres et son château de Ribeaucourt, dont elle était depuis al mort de dernier frère l'unique propriétaire, à Pierre-Louis Degove et Jean-Charles Deberny, (époux de Zoé Degove, leur fils Charles-Philippe-Gabriel fera modifier son nom en de Berny par le Tribunal civil d'Amiens en 1856). Elle finit sa vie en Autriche où elle décéda le 12 janvier 1841. Il existe un dessin la figurant dans la collection du duc d'Aumale au musée de Chantilly.

### Héraldique
| Blason de Ribeaucourt | Blason  | De sable à la fleur de lis d'argent florencée d'or. |
| Blason de Ribeaucourt | Détails | Le statut officiel du blason reste à déterminer.    |

### Ouvrages
François Auber de La Chenaye-Desbois - Dictionnaire de la noblesse, tome 6, Ed. Antoine Boudet, Paris 1773, p. 619.